# Safareig de la Font Gran
El Safareig de la Font Gran és una obra del municipi de Cercs (Berguedà) inclosa en l'Inventari del Patrimoni Arquitectònic de Catalunya.

## Descripció
Es tracta d'un safareig de planta rectangular amb una única pica. La paret d'accés a la Font Gran li serveix de suport en una de les bandes. Entrada d'aigua coberta i desguàs ampli en un extrem del dipòsit. Coberta petita amb materials moderns, però ben integrats, que comprèn solament el tram de pica. L'accés es fa per esglaons que salven el petit desnivell amb la rasant de la carretera. Hi ha una circulació continuada d'aigua entre les fonts properes i el mateix torrent de les Garrigues.

## Història
Juntament amb el safareig del torrent de Peguera és un dels més antics del municipi, si bé aquest és una mica més tardà i ha sofert diferents transformacions al llarg del present segle. Construït a començaments dels anys vint del present segle i realitzada la coberta cap al 1950.